# هاوتزر عيار 152 مم 2S19 -S

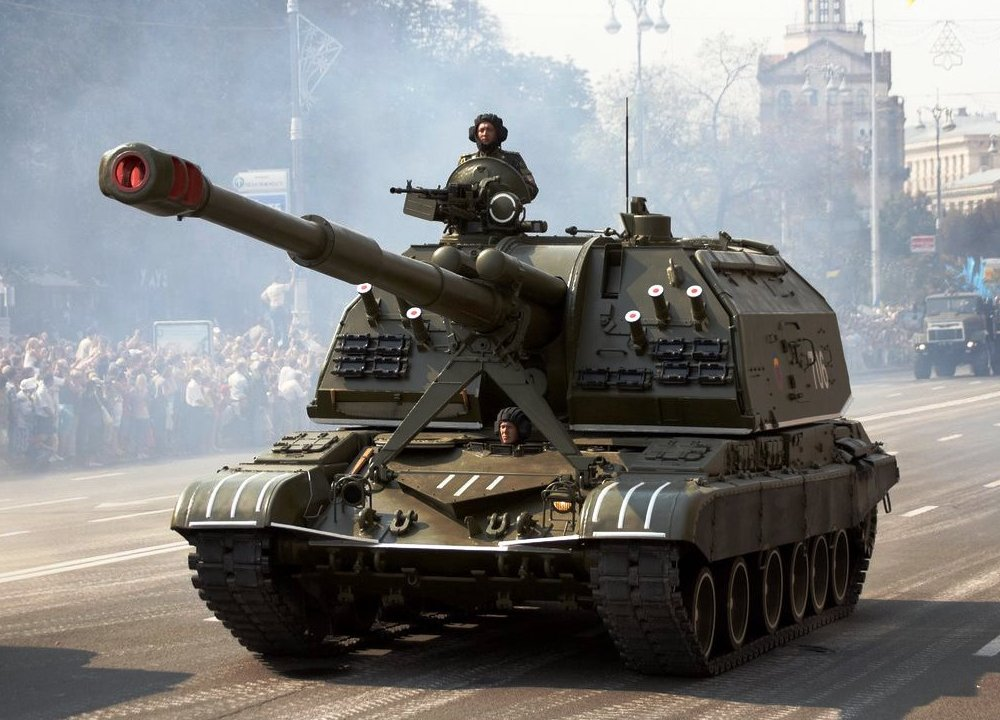
2S19 Msta-S مع الجيش الأوكراني.

الهاوتزر ذاتي الحركة عيار 152 مم 2S19 MSTA-S، هو سلاح مصمم للعمل مع فرق القوات البرية الروسية. ودخل الخدمة أول مرة عام 1989، حيث كان مخططاً أن يحل بدلاً من الأنظمة عيار 122 مم و152 مم القديمة؛ ولكن لا ينتظر حدوث ذلك بالكامل، لأسباب تتعلق بالتمويل. واستخدم هذا المدفع مع الجيش الثامن الروسي في الشيشان.
تنتج شركة Uraltransmash الروسية برج المدفع، الذي يركب على هيكل الدبابة T-72 أو T-80. وينتج المصنع كذلك النموذج المقطور من المدفع MSTA-B، إضافة إلى النموذج 2S19M الذي يستخدم حاسباً آلياً للتحكم في النيران؛ والنموذج 2S19M1، الذي يستخدم الذخيرة NATO ، عيار 155 مم. يستخدم الهاوتزر المدفع 2A64 ، عيار 152 مم، والرشاش المضاد للطائرات عيار 12.7 مم، الذي يتحكم فيه القائد على البعد، وثلاثة قواذف لقنابل الدخان على كلّ جانب من أجناب البرج.
يستطيع النظام MSTA-S إطلاق العديد من أنواع الذخيرة، منها الذخيرة شديدة الانفجار ذات الشظايا HE-FRAG، والذخيرة عيار 152 مم الموجهة بواسطة أشعة الليزر Krasnopol؛ ويبلغ مداها من 3 إلى 20 كم؛ والذخيرة 3RB30، التي تحمل جهاز مبدد للإعاقة الإلكترونية، لإرباك اتصالات العدو، ويبلغ مدى النظام بهذا النوع من الذخيرة 22 كم، وينتج إشارات للإعاقة في الحيز الترددي من 1.5 إلى 120 ميجاهرتزاً في دائرة نصف قطرها 700 م.
أعمال النظام من حساب بيانات الهدف، وتداول وتعمير الذخيرة، وإعادة التسديد نحو هدف جديد، تنجر بصورة آلية متطورة، بما يسمح بمعدل أقصى للرمي يبلغ 8 قذائف في الدقيقة، باستخدام الذخيرة المحمولة، و6-7 قذائف في الدقيقة، بالنسبة للذخيرة الموجودة على سطح الأرض؛ وبهذا المعدل تستطيع بطارية تتكون من 8 نظم من هذا المدفع، أن تمطر هدفاً ما، بثلاثة أطنان من الذخيرة خلال دقيقة واحدة. يستخدم النظام MSTA-S، ذا حقن مباشر بالوقود، ويبرد بالمياه،وينتج طاقة قصوى 840 حصاناً.

## الدول المستخدمة
- أذربيجان: [1]
- إثيوبيا - 12 [2]
- جورجيا- 1[3]
- روسيا : القوات البرية الروسية
- سوريا : القوات البرية العربية السورية

## المواصفات العامة والفنية

### المواصفات العامة
- الطاقم: 5 أفراد.
- الوزن: 42 طناً.
- القدرة النوعية: 20 حصاناً / طناً.
- الطول: 11.91 م.
- العرض: 3.58 م.
- الارتفاع: 2.98 م.
- أقصى سرعة على طريق ممهد: 60 كم / س.
- أقصى سرعة على طريق غير ممهد: 25 كم / س.
- المدى: 500 كم.
- صعود مرتفع، ميله: 47 درجة.
- السير على طريق، ميله الجانبي: 36 درجة.
- اجتياز مانع رأسي، ارتفاعه: 0.5 م.
- عبور خندق، عرضه: 2.8 م.
- عبور مانع مائي، عمقه: 1.5 م.

### قوة النيران
• التسليح
- المدفع الرئيسي: 2A64.
- العيار: 152 مم.
- طول السبطانة: 48 عياراً.
- مدى الرمي: من 27 إلى 40 كم.
- نوع التعمير: آلي.
- أقصى معدل نيران: 8 قذائف في الدقيقة.
- معدل النيران الطبيعي: 6 قذائف في الدقيقة.
- معدل النيران المستمر: قذيفتان في الدقيقة.
- أقصى زاوية دوران أفقي: 360 درجة.
- أقصى زاوية ارتفاع: + 68 درجة.
- أقصى زاوية انخفاض: - 4 درجات.
- المدفع الثانوي: NSVT عيار 12.7 مم.
- أقصى مدى: 2000 م.
- المدى المؤثر: 1500 م.
- معدل النيران النظري: 800 طلقة / د.
• الذخيرة:
- عيار 152 مم: 50 قذيفة.
- عيار 12.7 مم: 300 طلقة.
• أجهزة التسديد والرؤية
- جهاز التسديد للرمي غير المباشر: IP22 PANTEL.
- جهاز التسديد للرمي المباشر: IP23.
- جهاز الرؤية الليلية: K-1.
- حاسب إلى للتحكم في النيران: في النموذج MSTA-M1.
3. خفة الحركة والمناورة:
• المحرك: V84-A.
• نوع الوقود: ديزل.
• القدرة: 840 حصاناً.
• نقل الحركة: آلي.
• عدد السرعات الأمامية: 4.
• عدد السرعات الخلفية: 2.
• مولد طاقة كهربائية لتشغيل البرج عند توقف المحرك: AP-18D.
4. القدرة على البقاء:
• درع البرج: 15 مم.
• درع الهيكل: 15 مم.
• نظام حفر آلي: ينفذ حفرة للنظام في 40-60 دقيقة.
• الوقاية من أسلحة التدمير الشامل: مزود بأجهزة للحماية من أسلحة التدمير الشامل.
• نظام إطفاء آلي: مزود بأجهزة إطفاء آلية، لإخماد الحريق.
• نظام توليد الدخان من عادم العربة: VEESS.
5. التجهيزات الإضافية:
• جهاز اتصال لاسلكي: R-173.

## وصلات خارجية
- هاوتزر عيار 152 مم 2S19 MSTA-S (فيديو) على يوتيوب